# باد كلانسي
باد كلانسي (بالإنجليزية: Bud Clancy)‏ هو لاعب كرة قاعدة أمريكي، ولد في 15 سبتمبر 1900 في أودل في الولايات المتحدة، وتوفي في 26 سبتمبر 1968 في أوتوموا في الولايات المتحدة.

## وصلات خارجية
- باد كلانسي على موقعبيزبول رفرنس.كوم (الدوري الرئيسي) (الإنجليزية)
- باد كلانسي على موقعبيزبول رفرنس.كوم (الدوري الثانوي) (الإنجليزية)